# مطار حيفي شينكياو الدولي
مطار حيفي شينكياو الدولي (بالإنجليزية: Hefei Xinqiao International Airport) و(بالصينية: 合肥新桥国际机场) (إياتا: HFE، إيكاو: ZSOF) مطار عام يقع بمدينة مقاطعة فيكسي في الصين. تم افتتاحه في 30 مايو 2013، يبلغ طول المدرج 3400 م .

## شركات الطيران والوجهات
| شركـات طيـران             | الوجهات |
| ------------------------- | --- |
| 9 Air                     | مطار تشانغتشون الدولي، مطار جينغدي، مطار داليان الدولي، مطار قوانغتشو باييون الدولي، مطار قوييانغ لونغدونغابو الدولي |
| طيران الصين               | مطار بكين العاصمة الدولي، مطار بكين داشينغ الدولي، مطار تشنغدو شوانغليو الدولي، مطار جينغديو الجديد، مطار تشونغتشينغ جيانغبى الدولي |
| خطوط العاصمة بكين الجوية  | مطار تشانغتشون الدولي، مطار قوييانغ لونغدونغابو الدولي، مطار هايكو ميلان الدولي، مطار هوهوت بايتا الدولي، مطار ساني ليجيانغ، مطار غينغادو جياودونغ الدولي، مطار سانيا فينيكس الدولية، مطار شيجياتشوانغ تشنغدينغ الدولي |
| Chengdu Airlines          | مطار جينغديو الجديد، Dazhou، مطار قوييانغ لونغدونغابو الدولي، مطار هاربين الدولي، مطار لوئهو يونلونغ، مطار شيتشانغ تشينغشان |
| خطوط شرق الصين الجوية     | مطار بكين داشينغ الدولي، مطار تشانغتشون الدولي، مطار جينغديو الجديد، مطار تشونغتشينغ جيانغبى الدولي، مطار داليان الدولي، مطار دونهوانغ، مطار قوانغتشو باييون الدولي، مطار قويلين يانغ جيانغ الدولي، مطار هاربين الدولي، مطار هوهوت بايتا الدولي، مطار هونغ كونغ الدولي، مطار خوتان، مطار كونمينغ جانغشوي الدولي، مطار لانتشو تشونغ تشوان، مطار يوتشو بيلين، مطار مانزهولوي شيجياو، مطار ميانيانغ نانيجو (تبدأ في 15 يوليو 2023)، مطار نانينغ الدولي، مطار اوردوس إيجين هورو، مطار غينغادو جياودونغ الدولي، مطار غيونغهاي بواو، مطار جينجيانغ تشيوانتشو، مطار شانغهاي بودنغ الدولي، مطار شنيانغ الدولي، مطار تاييوان وسو الدولي، مطار أورومتشي الدولي، مطار يهاي داسهويبو، مطار شيامن قاوتشي الدولي، مطار شيان شيانيانغ الدولي، مطار شينينغ الدولي، مطار شيشوانغباننا غاسا، مطار يانتاي جاوشوي الدولي، مطار ينتشوان خه دونغ، مطار يولين يو يانغ، Zhanjiang، مطار زوني شينزهو |
| خطوط جنوب الصين الجوية    | مطار قوانغتشو باييون الدولي، مطار هاربين الدولي، مطار نانينغ الدولي، مطار شنيانغ الدولي، مطار شينزين باوان الدولي، مطار أورومتشي الدولي، مطار شيان شيانيانغ الدولي، مطار تشوهاى سانزو |
| China United Airlines     | مطار فوشان شادي، مطار اوردوس إيجين هورو |
| Colorful Guizhou Airlines | مطار رينهواي ماوتاي |
| Dalian Airlines           | مطار داليان الدولي، مطار نانينغ الدولي |
| Donghai Airlines          | مطار باوتو يرليبان، مطار شينزين باوان الدولي |
| طيران جي إكس              | مطار انتشو وتشياو، مطار ييتشانغ سانشيا |
| خطوط هاينان الجوية        | مطار تشانغتشون الدولي، مطار داليان الدولي، مطار قوانغتشو باييون الدولي، مطار هايكو ميلان الدولي، مطار هاربين الدولي، مطار سانيا فينيكس الدولية، مطار شنيانغ الدولي، مطار شينزين باوان الدولي، مطار تاييوان وسو الدولي، مطار شيامن قاوتشي الدولي، مطار تشوهاى سانزو |
| خطوط جونياو الجوية        | مطار جينغديو الجديد، مطار هويزهو، مطار شيان شيانيانغ الدولي |
| LJ Air                    | مطار هاربين الدولي، مطار تشوهاى سانزو |
| خطوط لاكي الجوية          | مطار جينغديو الجديد، مطار قانتشو هوانتشين، مطار كونمينغ جانغشوي الدولي |
| خطوط طيران أوكاي          | مطار كونمينغ جانغشوي الدولي، مطار نانينغ الدولي، مطار تيانجين الدولي |
| OTT Airlines              | مطار جييانغ شاوشان |
| Qingdao Airlines          | مطار تشانغتشون الدولي، مطار جينغديو الجديد، مطار غينغادو جياودونغ الدولي، مطار شيشوانغباننا غاسا |
| خطوط شاندونغ الجوية       | مطار تشونغتشينغ جيانغبى الدولي، مطار لينفين غيوالي، مطار نانينغ الدولي، مطار غينغادو جياودونغ الدولي، مطار شيامن قاوتشي الدولي، مطار يانتاي جاوشوي الدولي، مطار ينتشوان خه دونغ، مطار تشوهاى سانزو |
| خطوط شينزين الجوية        | مطار جينغديو الجديد، مطار داليان الدولي، مطار قوانغتشو باييون الدولي، مطار قوييانغ لونغدونغابو الدولي، مطار هويزهو، مطار ميانيانغ نانيجو، مطار نانينغ الدولي، مطار جينجيانغ تشيوانتشو، مطار شنيانغ الدولي، مطار شينزين باوان الدولي، مطار تاييوان وسو الدولي، مطار شيان شيانيانغ الدولي، مطار يبين واليانجي |
| خطوط سيتشوان الجوية       | مطار تشنغدو شوانغليو الدولي، مطار جينغديو الجديد، مطار تشونغتشينغ جيانغبى الدولي، مطار قوييانغ لونغدونغابو الدولي، مطار هاربين الدولي، مطار كونمينغ جانغشوي الدولي، مطار ميانيانغ نانيجو، مطار شيشوانغباننا غاسا |
| سبرينغ (شركة طيران)       | مطار فوتشنغ بيهاي، مطار جييانغ شاوشان، مطار لانتشو تشونغ تشوان، مطار شنيانغ الدولي، مطار ينتشوان خه دونغ، Zhanjiang |
| Thai Lion Air             | مطار دون موينغ |
| خطوط تيانجين الجوية       | مطار هوهوت بايتا الدولي |
| الخطوط الجوية الفيتنامية  | مطار كام رانه الدولي |
| West Air ‏                 | مطار دون موينغ، مطار فوتشنغ بيهاي، مطار جينغديو الجديد، مطار تشونغتشينغ جيانغبى الدولي، مطار هايكو ميلان الدولي، مطار هايلار دونغشان، مطار هوهوت بايتا الدولي، مطار كونمينغ جانغشوي الدولي، مطار لاسا الدولي، مطار ساني ليجيانغ، مطار لوئهو يونلونغ، مطار نانينغ الدولي، مطار قيانجيانغ والينغشان، مطار شينزين باوان الدولي، مطار شينينغ الدولي، مطار تشنغتشو الدولي، مطار تشوهاى سانزو |
| خطوط زيامن الجوية         | مطار شيامن قاوتشي الدولي، مطار يونتشنغ قوانقونغ |

## وصلات خارجية
- http://www.flightstats.com/go/Airport/airportDetails.do?airportCode=HFE